# Wakala
Wakala in Bellewaerde (Ypern, Flandern, Belgien) ist eine Stahlachterbahn vom Modell Family Coaster des Herstellers Gerstlauer Amusement Rides, die am 1. Juli 2020 eröffnet wurde.
Die 7,5 Mio. Euro teure, 660 m lange und 21 m hohe Bahn befindet sich im kanadischen Themenbereich und ist nach der indianischen Gruppe Kwakwaka'wakw thematisiert. Der zugehörige Soundtrack wurde von IMAscore geliefert.
Als Besonderheit verfügt die Bahn am Ende der Fahrt über einen Spike, den die Züge erklimmen und dann wieder rückwärts zurückrollen, bevor sie abgebremst werden.

## Züge
Wakala besitzt drei Züge mit jeweils zehn Wagen. In jedem Wagen können zwei Personen in einer Reihe Platz nehmen.